# Gábor Zavadszky
Gábor Zavadszky (ur. 10 września 1974 w Budapeszcie, zm. 7 stycznia 2006 w Limassolu) – węgierski piłkarz grający na pozycji prawego pomocnika. W swojej karierze 4 razy zagrał w reprezentacji Węgier.

## Kariera klubowa
Karierę piłkarską Zavadszky rozpoczął w klubie Ferencvárosi TC z Budapesztu. W 1992 roku awansował do kadry pierwszej drużyny i w sezonie 1992/1993 zadebiutował w jego barwach w pierwszej lidze węgierskiej. W 1993 roku osiągnął z Ferencvárosi swoje pierwsze sukcesy, gdy zdobył Puchar Węgier i Superpuchar Węgier. Wraz z Ferencvárosi jeszcze dwukrotnie zdobywał krajowy puchar (1994, 1995) i dwukrotnie superpuchar (1994, 1995). Wywalczył też dwa tytuły mistrza kraju (1995, 1996) i jedno wicemistrzostwo Węgier (1998).
W 1998 roku Zavadszky przeszedł z Ferencvárosi do Dunaferr SE z Dunaújváros. W 2000 roku wywalczył z nim swoje trzecie w karierze mistrzostwo Węgier. W 2001 roku odszedł do budapeszteńskiego klubu, MTK Hungária FC. Swoje jedyne sukcesy z tym klubem osiągnął w 2003 roku, gdy został mistrzem kraju i zdobył superpuchar. Wiosną występował w Ferencvárosi TC.
Latem 2004 roku Zavadszky trafił do cypryjskiego Apollonu Limassol. Występował w nim do 2006 roku. 7 stycznia 2006 zmarł w Limassolu z powodu zatoru.
| Sezon   | Klub             | Kraj  | Rozgrywki                 | Mecze | Bramki |
| ------- | ---------------- | ----- | ------------------------- | ----- | ------ |
| 1992/93 | Ferencvárosi TC  | Węgry | NB I                      | 1     | 0      |
| 1993/94 | Ferencvárosi TC  | Węgry | NB I                      | 15    | 3      |
| 1994/95 | Ferencvárosi TC  | Węgry | NB I                      | 17    | 2      |
| 1995/96 | Ferencvárosi TC  | Węgry | NB I                      | 21    | 3      |
| 1996/97 | Ferencvárosi TC  | Węgry | NB I                      | 32    | 5      |
| 1997/98 | Ferencvárosi TC  | Węgry | NB I                      | 32    | 13     |
| 1998/99 | Dunaferr SE      | Węgry | NB I                      | 34    | 12     |
| 1999/00 | Dunaferr SE      | Węgry | NB I                      | 32    | 14     |
| 2000/01 | Dunaferr SE      | Węgry | NB I                      | 33    | 8      |
| 2001/02 | MTK Hungária FC  | Węgry | NB I                      | 38    | 10     |
| 2002/03 | MTK Hungária FC  | Węgry | NB I                      | 32    | 9      |
| 2003/04 | MTK Budapest FC  | Węgry | NB I                      | 28    | 0      |
| 2004/05 | Ferencvárosi TC  | Węgry | NB I                      | 12    | 3      |
| 2004/05 | Apollon Limassol | Cypr  | Protathlima A’ Kategorias | 5     | 0      |
| 2005/06 | Apollon Limassol | Cypr  | Protathlima A’ Kategorias | 3     | 0      |

## Kariera reprezentacyjna
W reprezentacji Węgier Zavadszky zadebiutował 23 lutego 2000 w przegranym 0:3 towarzyskim meczu z Australią. W kadrze narodowej od 2000 do 2003 roku rozegrał 4 mecze. Wcześniej w 1996 roku grał z kadrą olimpijską na Igrzyskach Olimpijskich w Atlancie.